# Roland Stoltz (1931)
Frank Roland Stoltz, detto Rolle (Stoccolma, 1º agosto 1931 – Skärholmen, 19 febbraio 2001), è stato un hockeista su ghiaccio svedese.

## Palmarès

### Olimpiadi invernali
- Argento a Innsbruck 1964.

### Mondiali
- Oro a Unione Sovietica 1957.
- Oro a Stati Uniti 1962.
- Argento a Svezia 1963.
- Argento a Austria 1967.
- Bronzo a Norvegia 1958.
- Bronzo a Finlandia 1965.